# Adam Krzeminski
Adam Krzeminski (Radecznica, Polònia, 1945) és un periodista polonès. És editor des de 1973 de Polityka, el setmanari més influent de Polònia. Va estudiar Filosofia germànica a Varsòvia i a Leipzig, i s'ha especialitzat en temes relacionats amb la història i l'actualitat de les relacions entre Alemanya i Polònia. Per la seva tasca com a periodista ha rebut diversos premis, entre ells la Medalla Goethe (1993), la Creu Federal del Mèrit de la República Federal d'Alemanya (1996) i el premi d'assaig del PEN Club polonès (1999). És autor d'un llibre d'assaig sobre Polònia al segle XX i d'un volum sobre la relació entre Polònia i Alemanya.